# Venom (Universo Homem-Aranha da Sony)
Venom é um personagem fictício interpretado por Tom Hardy, baseado no personagem de mesmo nome da Marvel Comics, é um personagem pertencente ao Universo Homem-Aranha da Sony, inicializado em 2018 e finalizado em 2024. Apresentado em Venom (2018), Venom é retratado como um simbionte que se une ao jornalista investigativo humano Eddie Brock após pousar na Terra, com a dupla posteriormente se tornando um vigilante conhecido em conjunto pelo nome de Venom, e mais tarde referido como o Protetor Letal, enfrentando o antigo líder da equipe de Venom, Carlton Drake / Riot, e mais tarde o filho de Venom, Cletus Kasady / Carnificina, em combate, também lutando contra capangas de Knull, o Deus dos Simbiontes. Eles são a segunda adaptação do personagem no cinema, depois das interpretações de Eddie Brock e Venom, interpretado por Topher Grace em Homem-Aranha 3 (2007).
Desde 2024, o personagem apareceu em quatro filmes: Venom (2018), Venom: Let There Be Carnage (2021), Venom: The Last Dance (2024) e uma aparição rápida no Universo Cinematográfico Marvel (UCM), no filme Spider-Man: No Way Home (2021), além de uma menção a ele no filme Morbius (2022) e uma aparição rápida de seu universo em Spider-Man: Across the Spider-Verse (2023). Embora a interpretação do personagem feita por Tom Hardy tenha recebido críticas mistas, a química entre Venom e Eddie Brock recebeu elogios.

## Pós-Homem-Aranha 3
Em julho de 2008, a Sony Pictures estava desenvolvendo ativamente um filme spin-off com foco no Venom, juntamente com sequências diretas de Homem-Aranha 3 (2007), esperando que o personagem pudesse "adicionar longevidade" à franquia de maneira semelhante a X-Men Origens: Wolverine (2019), um spin-off com foco no Wolverine na série de filmes X-Men da 20th Century Fox. Fontes da indústria sugeriram que Topher Grace, que interpretou Brock em Homem-Aranha 3, deveria retornar para o spin-off porque "o ator simpático poderia ser um malfeitor simpático", em resposta, McFarlane sugeriu que um filme do Venom não poderia se sair bem com um vilão como personagem central. Após o cancelamento de Homem-Aranha 4, projetos futuros relacionados a trilogia Homem-Aranha de Sam Raimi também foram cancelados, incluindo Venom, embora um projeto derivado ambientado no universo do reboot The Amazing Spider-Man estivesse em produção.
Em dezembro de 2013, a Sony revelou planos de usar The Amazing Spider-Man 2 (2014) para estabelecer seu próprio universo compartilhado com base nas propriedades da Marvel das quais eles tinham os direitos do filme, incluindo Venom, como todas as suas concorrentes, Marvel Studios / Walt Disney Studios com o Universo Cinematográfico Marvel, 20th Century Fox com os X-Men, Deadpool e Quarteto Fantástico e a DC Comics / Warner Bros. Pictures com o Universo Estendido DC. Como o filme teve um desempenho abaixo do esperado, em fevereiro de 2015, a Sony e a Marvel Studios anunciaram uma parceria que permitiria à Marvel Studios produzir os próximos filmes do Homem-Aranha e a integração do personagem nos filmes dos Vingadores para a Sony integrar o personagem ao Universo Cinematográfico Marvel (MCU). A Sony ainda planejava produzir os filmes spin-off por conta própria, mas em novembro a Sony estava focada em sua nova reinicialização com a Marvel Studios e acreditava-se que havia sido cancelada.

#### Ressurimento e elenco
Ele era um jornalista que se meteu em encrenca por isso... A essência dos personagens da Marvel para nós é: ficar perto da Bíblia, ficar perto da história emocional, e o resto é divertido.

—Produtor Matt Tolmach, sobre permanecer fiel às origens dos quadrinhos do personagem ao desenvolver Venom
Em março de 2016, a Sony reviveu o filme Venom, sendo concebido como um filme independente, lançando sua própria franquia, não relacionada aos filmes do Homem-Aranha no MCU da Sony e da Marvel Studios. Em maio de 2017, a Sony anunciou que Tom Hardy estrelaria como Eddie Brock / Venom no filme, iniciando oficialmente um novo universo compartilhado que mais tarde foi intitulado "Universo Homem-Aranha da Sony". A escalação de Hardy, cujo filho era um grande fã de Venom, aconteceu rapidamente depois que ele deixou Triple Frontier (2019) em abril e a Sony viu "uma oportunidade de cortejar um talento requisitado". Brad Venable forneceu narração adicional para a dor e os grunhidos de Venom em Venom, sua voz sendo combinada com a de Hardy para alguns diálogos, como "Nós somos Venom". Hardy assinou contrato para três filmes do Venom, incluindo Venom: Let There Be Carnage (2021) e Venom: The Last Dance (2024).
Após a cena pós-créditos de Let There Be Carnage mostrar Brock e Venom sendo transportados do Universo Homem-Aranha da Sony para o Universo Cinematográfico Marvel, muitos comentaristas esperavam que Hardy repetisse seus papéis no filme do MCU Homem-Aranha: Sem Volta para Casa (2021). Hardy finalmente apareceu como Brock na cena pós-créditos do filme, embora tenha havido discussões sobre integrá-lo na batalha final do filme. O personagem, sem saber, deixa um pedaço do simbionte Venom para trás no MCU no final da cena.

## Biografia de personagem fictício

### Criando vínculos com Eddie Brock
Depois de ser trazido à Terra em um ônibus espacial pelo astronauta John Jameson como parte de uma força de invasão de formas de vida simbióticas liderada por Riot, Venom e sua equipe são capturados pela Fundação Vida, cujo presidente é Carlton Drake, que os leva para São Francisco para começar uma série de testes em humanos em uma tentativa de alcançar "simbiose" e ligá-los a seres vivos, enquanto o próprio Riot fica preso na Malásia. Seis meses depois, Venom é libertado por um Eddie Brock alheio, enquanto ele tenta libertar Maria, uma conhecida dele, moradora de rua, a quem Venom foi amarrado. Transferido para o corpo de Eddie, deixando Maria morta, Venom escapa da instalação, enquanto seus dois irmãos morrem. Quando ele começa a ouvir a voz de Venom, Eddie pede ajuda à sua ex-noiva Anne Weying e ao novo namorado dela, Dr. Dan Lewis, e Lewis descobre o simbionte ao examinar Eddie. Depois que Eddie é atacado por mercenários da Life Foundation para recuperar o simbionte, Venom se manifesta ao redor de seu corpo como uma criatura monstruosa que luta contra os atacantes e se apresenta formalmente a Eddie, declarando: "Eu sou Venom, e você é meu".

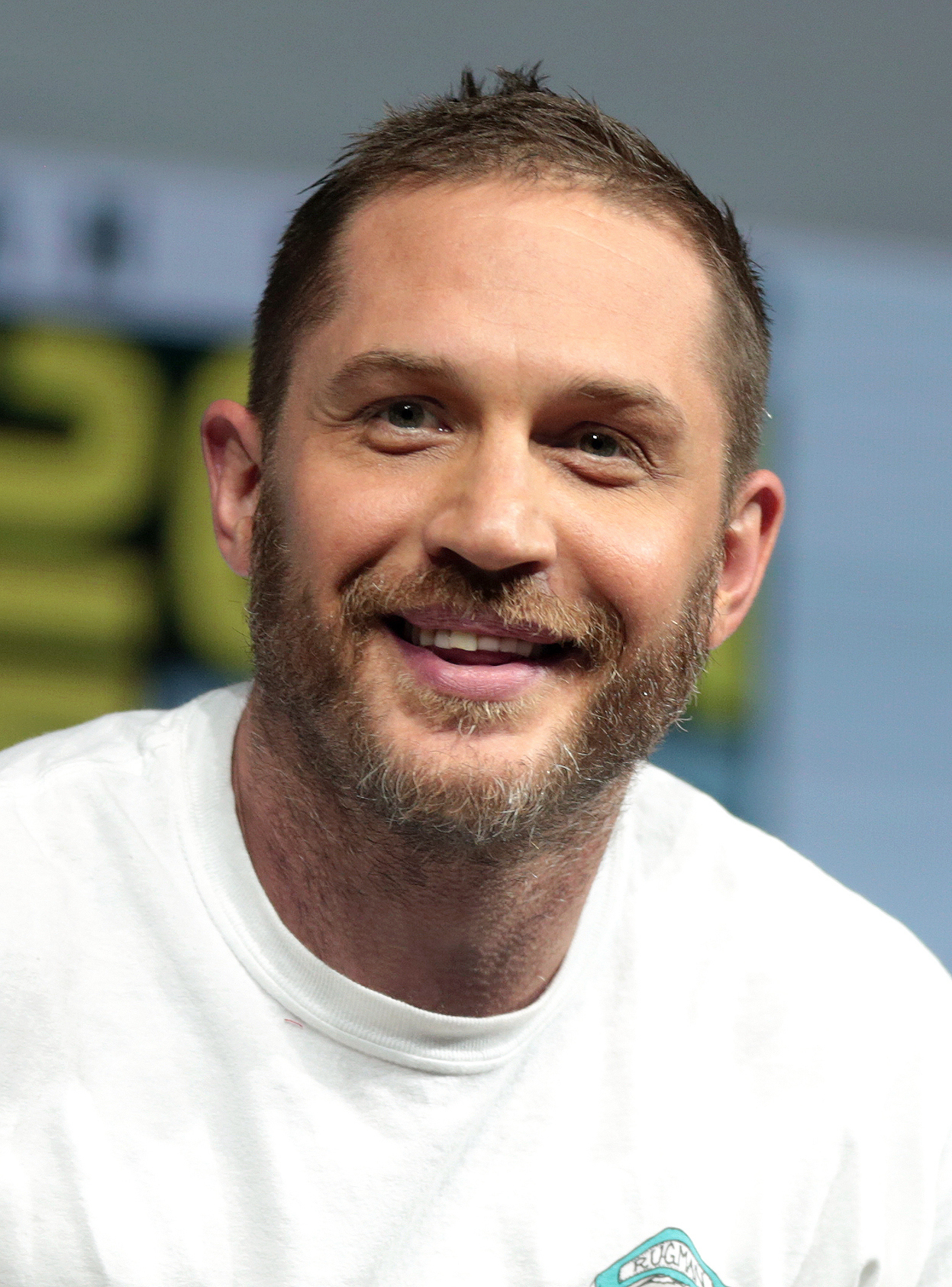
Quando foi abordado sobre estrelar o filme, Tom Hardy já estava interessado em Venom devido ao amor de seu filho pelo personagem.

Depois de explicar suas origens a Eddie, Venom o ajuda a invadir seu antigo local de trabalho para entregar evidências dos numerosos crimes do CEO da Life Foundation, Carlton Drake, maravilhando-se com a paisagem urbana de São Francisco após subir em um arranha-céu. Posteriormente, cercados por policiais da SWAT alertados sobre a invasão, Venom e Eddie são forçados a lutar para escapar, testemunhados por Anne, que usa uma máquina de ressonância magnética para separar Eddie de Venom, Dan tendo concluído que a presença de Venom no corpo de Eddie o está matando: Venom posteriormente explica que ele precisaria de sustento de outro lugar para manter um hospedeiro, foi a decisão da Life Foundation de não alimentá-lo que levou às mortes de seus hospedeiros anteriores e que os hospedeiros anteriores eram todos combinações ruins para ele, ao contrário de Eddie. Depois que Eddie é capturado por Drake, agora ligado a Riot (tendo encontrado seu caminho para o país através de vários hospedeiros), que está em busca de Venom, Anne se liga ao próprio Venom para libertar Eddie, que retorna ao corpo de Eddie levantando-o e beijando-o. Admitindo que é visto como um "perdedor" como Eddie em seu planeta natal, Venom decide abandonar a invasão dos simbiontes e impedir que Drake e Riot usem um foguete para retornar ao cometa de onde sua espécie veio para adquirir reforços, em vez disso, fazendo com que ele exploda e os mate, com Venom aparentemente se sacrificando para salvar Eddie. Após o incidente, Eddie retorna ao jornalismo, ainda secretamente ligado a Venom sem o conhecimento de Anne, decidido a proteger São Francisco matando criminosos. Ao confrontar um criminoso que estava assaltando a dona da loja de conveniência local, Sra. Chen, a dupla o devora, declarando: "Nós somos Venom". Algum tempo depois, Eddie e Venom ajudam a Sra. Chen a filmar anúncios de televisão para sua loja, segurando sua câmera de vídeo para ela antes de Venom expressar interesse em comer a modelo da Sra. Chen.

### Lutando contra Carnificina
Um ano depois, após Eddie visitar o assassino em série encarcerado Cletus Kasady para entrevistá-lo, Venom consegue descobrir onde Kasady escondeu os corpos das vítimas, o que dá a Eddie um grande impulso na carreira. Depois que Kasady convida Eddie para comparecer à sua execução por injeção letal, Venom é provocado a atacar Kasady com insultos a Eddie. Após testemunhar brevemente a verdadeira forma de Venom, Kasady morde a mão de Eddie, ingerindo sem saber uma pequena parte de Venom enquanto eles se reproduzem. Eddie é então contatado por Anne, que lhe conta que agora está noiva de Dan, para desgosto de Venom.
Querendo mais liberdade para comer cérebros humanos em vez de cérebros de galinha, Venom discute com Eddie, e os dois acabam brigando até que o simbionte se desprende do corpo dele; eles seguem caminhos diferentes. Venom percorre São Francisco pulando de corpo em corpo e participando de uma rave até que Anne o encontra na loja da Sra. Chen e o convence a perdoar Eddie. Ela se une a Venom para tirar Eddie de uma delegacia de polícia depois que ele é preso sob suspeita de ajudar na fuga de Kasady da prisão, enquanto o pedaço de simbionte que ele ingeriu se transforma no descendente de Venom, "Carnificina". Fazendo as pazes, Venom e Eddie se unem novamente. Chegando à catedral com Dan, onde Kasady e sua amante Frances Barrison / Shriek planejam se casar, depois que Barrison e Kasady fazem Anne e o oficial Patrick Mulligan reféns, respectivamente. Venom fica chocado ao ver Carnificina ("um vermelho") envolver Kasady e chamá-lo de "pai", tentando comê-los, mas se recusa a lutar até que Eddie prometa deixá-lo comer "todos". Venom começa a lutar contra Carnificina, mas é rapidamente dominado, e esta decide matar Anne no topo da catedral. Venom consegue resgatar Anne a tempo e provoca Barrison a usar seus poderes de explosão sônica, fazendo com que ambos os simbiontes se separem de seus hospedeiros enquanto a catedral desaba e o sino em queda mata Barrison. Venom salva Eddie criando um vínculo com ele antes do impacto. Carnificina tenta se conectar com Kasady novamente, mas Venom o devora antes de arrancar a cabeça de Kasady com uma mordida e escapar com Brock da polícia, despedindo-se de Anne e Dan e tirando férias tropicais no México com Brock.

### Universo Cinematográfico Marvel
Mais tarde, no México, quando Venom conta a Brock sobre o conhecimento da mente coletiva dos simbiontes através dos universos, uma luz ofuscante transporta a dupla para uma realidade alternativa onde eles assistem J. Jonah Jameson expor a identidade do Homem-Aranha como Peter Parker e como um "assassino" na televisão. Depois de sair do hotel, Venom e Brock vão a um bar e aprendem sobre o novo universo e indivíduos como Tony Stark, Bruce Banner, Thanos e um grande evento conhecido como Blip. Quando Brock decide ir para Nova York e encontrar o Homem-Aranha, ele e Venom são devolvidos ao seu universo, enquanto, sem saber, deixam para trás um pedaço do simbionte Venom, que lentamente começa a se mover.

### Escapando de ambos os mundos
Após retornar ao seu universo, Eddie e Venom percebem em uma tv que estão sendo procurados pelo assassinado de Patrick Mulligan, após os eventos de Let There Be Carnage.
Eles pegam uma carona até a lateral de um avião com destino a Nova York, até que Eddie e Venom são atacados pelo Xenophage rastreador e forçados a cair em um campo deserto. Venom explica a Eddie que os Xenophage foram liberados no universo por Knull, o Deus dos Simbiontes, para recuperar um "Codex" forjado quando um simbionte ressuscita seu hospedeiro. Isso pode libertar Knull da prisão em que os simbiontes o aprisionaram há muito tempo. Como Venom reviveu Eddie uma vez antes, ele agora carrega um Codex que o Xenophage rastreou até a Terra. Depois de ser emboscado por Strickland e sua equipe, escapando por pouco deles e do Xenophage, Eddie conhece Martin Moon e sua família de hippies viajantes e entusiastas de alienígenas, que lhe oferecem uma carona para Las Vegas a caminho da Área 51. Eddie e Venom encontram a Sra. Chen em um cassino e Venom dança com ela antes de ser emboscado pelo Xenófago novamente. A equipe de Strickland chega, separa Venom de Eddie e os leva para a Área 51, onde Eddie se reúne com Mulligan. Sadie Christmas liberta Venom, que se reencontra com Eddie depois que Strickland atira nele. Após o ataque do Xenófago, Mulligan protege Venom para que ele possa escapar antes de se sacrificar. Venom liberta os outros simbiontes confinados, que se unem a Sadie e outros hospedeiros para lutar contra o Xenophage, que sinalizou a Knull que o Codex foi encontrado. Knull envia mais Xenófagos através de portais para a Terra, sobrecarregando os simbiontes. Escapando da base, Eddie, Venom e os simbiontes se unem para salvar Moon e sua família do ataque. Percebendo que precisa se sacrificar para destruir o Codex e salvar o universo, Venom se funde com os Xenófagos, os leva para tanques de ácido e se despede de Eddie antes de expulsá-lo enquanto Strickland, mortalmente ferido, dispara suas granadas para destruí-los, incluindo a si mesmo. Após a morte de Venom durante a explosão, Eddie fica inconsciente enquanto a base queima.
Mais tarde, Eddie acorda em um hospital, onde um oficial militar informa a Eddie que suas ações com Venom na Área 51 lhe renderam um perdão, sob a condição de manter os eventos que ocorreram em segredo. Chegando em Nova York, Eddie olha para a Estátua da Liberdade enquanto se lembra de Venom.
Depois que um barman em pânico escapa dos restos queimados da Área 51, uma barata preta rasteja para fora dos escombros, junto com um frasco quebrado que continha uma amostra do simbionte Venom.

## Diferenças em relação aos quadrinhos
Venom é baseado principalmente na minissérie Venom: Protetor Letal de 1993 e no arco de história "Planeta dos Simbiontes" de 1995, tomando emprestado o cenário de São Francisco do primeiro. Devido ao acordo de 2015 entre a Sony e a Marvel Studios para a entrada do Homem-Aranha no MCU, o personagem não pôde aparecer no filme em si, desafiando os escritores a fazer uma história de origem do Venom sem o Homem-Aranha. Os escritores e artistas conceituais olharam para a versão Ultimate Marvel do Venom (criada por Brian Michael Bendis e Mark Bagley), cuja origem não estava relacionada ao Homem-Aranha e, da mesma forma, não tem um logotipo de aranha gravado em seu peito. Jeff Pinkner e Scott Rosenberg foram informados de que o Homem-Aranha não poderia estar no filme antes do argumento inicial, e adotaram a abordagem de tentar permanecer fiéis ao espírito dos quadrinhos, mesmo que certos elementos tivessem que ser alterados. Fleischer observou que Lethal Protector deu aos escritores uma "base sólida" para explorar o lado mais heróico de Venom, em vez de seu lado vilão mais tradicional dos quadrinhos do Homem-Aranha.
Em Let There Be Carnage, a caracterização de Venom se inspira no arco de história " Maximum Carnage" de 1993 e no arco de história de 1996 The Venom Saga da série animada Spider-Man: The Animated Series (1994). O acesso de Venom a uma mente coletiva simbionte permitindo que o conhecimento seja compartilhado pelo multiverso, introduzido na cena pós-créditos do filme como uma habilidade comum a todos os simbiontes, originou-se de Edge of Venomverse #2 (julho de 2017) como uma habilidade exclusiva da Gwen Poole Venomizada.  

## Recepção
A performance de Hardy recebeu recepção mista após o lançamento Venom. Ele foi elogiado como "divertido demais" e "divertido de assistir" por Matthew Rozsa no Salon e Stephanie Zacharek Time, respectivamente. Escrevendo para a Variety, Owen Gleiberman criticou o desempenho de Hardy por agir como um "método idiota desajeitado", enquanto Soren Anderson do The Seattle Times disse que Hardy era "geralmente excelente", mas "não desta vez". Jake Coyle da Associated Press não tinha certeza se o desempenho de Hardy "vale a pena" em Venom.